# Molfetta
Molfetta és un municipi italià, situat a la regió de la Pulla i a la Ciutat metropolitana de Bari. L'any 2022 tenia 57.645 habitants.

## Fills il·lustres
- Luigi Capotorti (1767-1842) compositor musical.[3]
- Reinhold Raoul Laquai (1894-1957), compositor i pianista.